# The Cliks
I The Cliks sono un gruppo musicale rock canadese attivo dal 2004 e incentrato sulla figura del cantautore transgender Lucas Silveira.

## Discografia
Album
- 2004 - The Cliks
- 2007 - Snakehouse
- 2009 - Dirty King
- 2013 - Black Tie Elevator